# Pseudoptilolepis centralis
Pseudoptilolepis centralis är en tvåvingeart som beskrevs av Schuehli och Carvalho 2005. Pseudoptilolepis centralis ingår i släktet Pseudoptilolepis och familjen husflugor.
Artens utbredningsområde är Costa Rica. Inga underarter finns listade i Catalogue of Life.